# Haworthia foliosa
Haworthia foliosa là một loài thực vật có hoa trong họ Măng tây. Loài này được Haw. mô tả khoa học đầu tiên.